# Eucalyptus cyanophylla
Eucalyptus cyanophylla är en myrtenväxtart som beskrevs av Murray Ian Hill Brooker. Eucalyptus cyanophylla ingår i släktet Eucalyptus och familjen myrtenväxter. Inga underarter finns listade i Catalogue of Life.